# Lobelia gladiaria
Lobelia gladiaria là loài thực vật có hoa trong họ Hoa chuông. Loài này được McVaugh mô tả khoa học đầu tiên năm 1949.